# 聖マリア臨時司教座聖堂
座標: 北緯53度21分3秒 西経6度15分33秒 / 北緯53.35083度 西経6.25917度

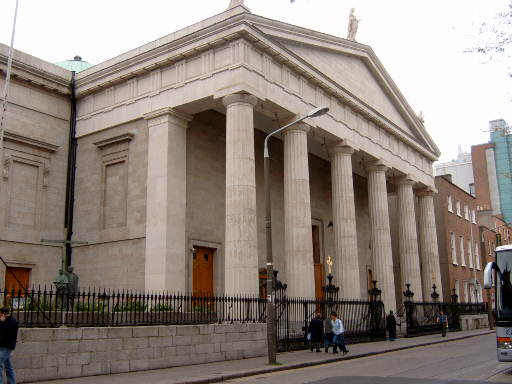
聖マリア臨時司教座聖堂

聖マリア臨時司教座聖堂（せいマリアりんじしきょうざせいどう、英: St Mary's Pro-Cathedral）は、アイルランドのダブリンにある、カトリック教会のダブリン司教座が臨時に置かれている教会堂である。

## 概要
中世以前、アイルランド島はカトリック教会が極めて優勢な土地であり、ダブリンには聖パトリック大聖堂および聖三位一体大聖堂（一般的にはクライストチャーチ大聖堂として知られる）の2つの司教座聖堂が置かれていた。しかしイングランドによる支配とイングランド国教会の成立により、1530年代にこの2つの教会堂はアイルランド国教会に宗旨替えをしてしまい、カトリック教会の司教が赴任することの出来る司教座聖堂はダブリンから失われた。
カトリック教会は今日に至るまで、ダブリンの正式な司教座聖堂はクライストチャーチ大聖堂であると定めている。しかし、上記の理由によりカトリック教会はこの大聖堂を使うことが出来ないため、暫定的に司教座を置いているのが聖マリア臨時司教座聖堂である。

## 歴史
前身となったのはリフィー通りにあった聖マリア教会である。建設が始まったのは1815年で、1825年に献堂されている。ダブリンの最も主要な大通りであるオコンネル通りから少し入ったところ（マールボロ通りとカテドラル通りの角）に立地している。